# Права человека в Казахстане
Права человека в Казахстане закреплены Конституцией, главным образом — в разделе II «Человек и гражданин». Республика Казахстан является членом ООН, ОБСЕ и СНГ.
В 1995—2022 году действовал Конституционный совет, сменивший Конституционный суд после принятия конституции 1995 года. В 2022 году в конституции Казахстана Конституционный совет был заменён на Конституционный суд с правом обращения каждого, кто посчитает, что нормативные правовые акты непосредственно затрагивают их конституционные права. Ранее право частных лиц обращаться в Конституционный совет не было предусмотрено, в отличие от ранее Конституционного суда, существовавшего до 1995 года. С 2002 года существует должность Уполномоченного по правам человека. С 1997 года при президенте существует комиссия по правам человека.
Тем не менее ситуация с правами человека в Республике Казахстан была проблемной областью для многих правительственных и неправительственных наблюдателей. Согласно отчётам организации «Freedom House» страна имеет рейтинг 6 по политическим правам и 5 по гражданским свободам (по шкале 1-7, где 1 является самым высоким показателем), таким образом общество Казахстана признано «несвободным». На сайте посольства США о Казахстане отмечено, что в 2004—2005 годах «правительство продолжало совершать многочисленные и грубые нарушения» по правам человека.
Политическая структура Казахстана имеет особенность сосредоточения власти в руках президента. Согласно отчётам наблюдателей проходившие выборы были далеки от международных стандартов. и переизбран в 2011 году на выборах, которые, по ряду оценок, не соответствовали международным стандартам. Законодательная и судебная власть, а также региональные и местные власти не являются независимыми от исполнительной власти, а также изменения или поправки к конституции проходят только с согласия президента.

## Участие в международной системе защиты прав человека
| Основные международные документы (ООН и СНГ)                                                                                            | Участие Казахстана                                                                      |
| --- | --------------------------------------------------------------------------------------- |
| Международная конвенция о ликвидации всех форм расовой дискриминации                                                                    | Присоединение в 1998 г., заявление о допущении индивидуальных жалоб сделано в 2008 г.   |
| Международный пакт о гражданских и политических правах                                                                                  | Ратификация в 2006 г.                                                                   |
| Факультативный протокол к Международному пакту о гражданских и политических правах                                                      | Ратификация в 2009 г.                                                                   |
| Второй Факультативный протокол к Международному пакту о гражданских и политических правах                                               | Ратификация в 2021 г.                                                                   |
| Международный пакт об экономических, социальных и культурных правах                                                                     | Ратификация в 2006 г.                                                                   |
| Конвенция о ликвидации всех форм дискриминации в отношении женщин                                                                       | Присоединение в 1998 г.                                                                 |
| Факультативный протокол к Конвенции о ликвидации всех форм дискриминации в отношении женщин                                             | Ратификация в 2001 г.                                                                   |
| Конвенция против пыток и других жестоких, бесчеловечных или унижающих достоинство видов обращения и наказания                           | Присоединение в 1998 году, заявление о допущении индивидуальных жалоб сделано в 2008 г. |
| Факультативный протокол к Конвенции против пыток и других жестоких, бесчеловечных или унижающих достоинство видов обращения и наказания | Ратификация в 2008 г.                                                                   |
| Конвенция о правах ребёнка | Ратификация в 1994 г.                                                                   |
| Факультативный протокол к Конвенции о правах ребёнка, касающийся участия детей в вооруженных конфликтах                                 | Ратификация в 2003 г.                                                                   |
| Факультативный протокол к Конвенции о правах ребёнка, касающийся торговли детьми, детской проституции и детской порнографии             | Ратификация в 2001 г.                                                                   |
| Международная конвенция о защите прав всех трудящихся-мигрантов и членов их семей                                                       | Не подписана.                                                                           |
| Конвенция о правах инвалидов | Ратифицирована в 2015 г.                                                                |
| Факультативный протокол к Конвенции о правах инвалидов                                                                                  | Подписан в 2008 г.                                                                      |
| Международная конвенция для защиты всех лиц от насильственных исчезновений                                                              | Присоединение в 2009 г.                                                                 |
| Конвенция СНГ о правах и основных свободах человека                                                                                     | Не подписана.                                                                           |
| Конвенция о стандартах демократических выборов, избирательных прав и свобод                                                             | Ратифицирована в 2007 году                                                              |
| Конвенция об обеспечении прав лиц, принадлежащих к национальным меньшинствам                                                            | Подписана.                                                                              |

## Критика положения с правами человека
Спецдокладчик ООН Майна Киаи рекомендовал правительству пересмотреть закон о проведении мирных собраний и шествий. По его словам, «в Казахстане всё так перевернулось, что надо выпрашивать это право у власти». Также он сравнил Казахстан с Руандой, где глава Республики получает 95 % голосов.

### Право на жизнь и пытки
По мнению казахстанской оппозиции, убийства оппозиционных политиков Алтынбека Сарсенбаева и Заманбека Нуркадилова были выполнены «эскадроном смерти» из бывших сотрудников спецслужб. В числе осуждённых по делу об убийстве Сарсенбайулы оказались офицеры спецподразделения «Арыстан» КНБ РК.
Александр Боженко, гражданский активист, свидетель на процессе по делу о беспорядках в Жанаозене, который отказался на суде от своих показаний, заявив о пытках во время следствия, был убит 11 октября 2012 года. Официальное число погибших в Жанаозене составило 15 человек.
После протестов и беспорядков в январе 2022 года сообщения о пытках от самих жертв пыток, их родственников и правозащитных организаций исчислялись сотнями, однако 80% уголовных дел, возбужденных по фактам пыток, было прекращено.

### Свобода слова
Как утверждается в докладе США о ситуации с правами человека в Казахстане за 2021 год, хотя конституцией предусмотрена свобода слова и свобода печати, государство ограничивало свободу слова и оказывало влияние на СМИ разнообразными средствами, включая задержания, лишение свободы, обвинения в уголовных и административных правонарушениях, ограничительные законы, преследование, правила лицензирования, ограничения сети Интернет.
По мнению Данияра Наурыза в информационном отношении фактически наложен запрет на тему атеизма. Также за разжигание межрелигиозной вражды был арестован Александр Харламов. Его обвиняют в том, что он в своих публикациях о христианстве и о различных религиозных течениях занимался пропагандой атеизма, чем оскорбил чувства верующих.

### Преследования оппозиции
В 2021 году альянс гражданского общества «Тирек» составил список из 12–22 человек, которых он считал политическими заключенными. Некоторые из них были условно-досрочно освобождены, а лица из списка «Тирек», которые оставались в заключении связаны с запрещенной политической партией «Демократический выбор Казахстана» или ее предполагаемой организацией-преемницей «Партия Көше».  Обе эти организации возглавлялись Мухтаром Аблязовым или были тесно связаны с ним, обе были запрещены как экстремистские организации. В октябре 2021 года  суд признал 13 активистов партии «Көше» виновными в организации или участии в деятельности запрещенной экстремистской или террористической организации, четверо из ниж были приговорены к лишению свободы. Правозащитники раскритиковали этот судебный процесс как несправедливый. 
В докладе США о ситуации с правами человека в Казахстане за 2022 год говорится, что и представители гражданского общества, и независимые средства массовой информации сообщают о меньшем преследовании со стороны государства, чем в некоторые годы, однако отмечается увеличение числа преследований и запугивания со стороны неизвестных негосударственных субъектов.